# Al-Hariri

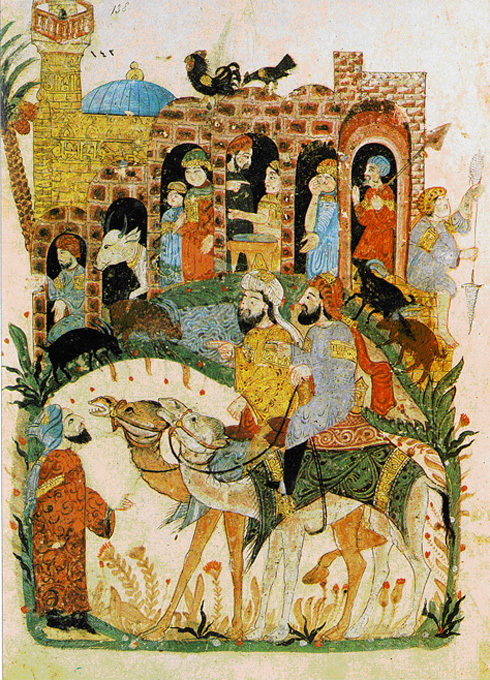
Miniatură ilustrând una din scrierile de tip maqama ale poetului

Abū Muhammad al-Qāsim ibn Ali ibn Muhammad ibn Uthman al-Harīrī (în arabă: محمد القاسم بن علي بن محمد بن عثمان الحريري‎), cunoscut și ca Al-Hariri din Basra (1054 - 1122) a fost un scriitor și filolog arab.
A scris epistole în proză ritmată și rimată, de virtuozitate expresivă, de tip maqama, imitând pe Al-Hamadhani și reunite sub titlul Maqāmāt al-Harīrī (مقامات الحريري).
În domeniul filologiei a scris: Eleganța flexiunii desinențiale ("Mulhat al-i'rāb") și Perlele scufundătorului ("Durrat al-ghawwās").
1. ↑  Abu Muhammad al-Qasim ibn Ali ibn Muhammad ibn Uthman al-Hariri, The LiederNet Archive
2. ↑  „Al-Hariri”, Gemeinsame Normdatei, accesat în 13 august 2015
3. 1 2 3  Autoritatea BnF, accesat în 10 octombrie 2015
4. ↑  al-Hariri, Nationalencyklopedin, accesat în 9 octombrie 2017
5. ↑  Ḥarīrī, Faceted Application of Subject Terminology, accesat în 9 octombrie 2017
6. ↑  Czech National Authority Database, accesat în 21 aprilie 2024